# Paul Beavis
Paul Beavis is een Brits drummer, voornamelijk bekend vanwege zijn werk in de geluidsstudio vanaf 1977. Af en toe gaat hij per gelegenheid ook mee op tournees van de bands waarvoor hij heeft opgenomen.
Hij kreeg zijn muzikale opleiding aan Bryanston School nabij Blandford Forum.
In 2008 speelde hij in de muziekgroep rondom Andy Fairweather Low samen met Dave Bronze. In 2010 was hij op pad met Gary Brooker (Procol Harum).
Galahad, Robert Luther Smith, Debbie Cassell en Russ Ballard maakten ook gebruik van zijn diensten. 
Hij begeleidde de volgende artiesten: 
- 1984: Robert Fripp, Andy Summers: Bewitched
- 1991: Sunday All over the World (groep): Kneeling at the Shrine
- 1991: Toyah Willcox: Ophelia's shadow
- 1993: Toyah: Take the leap!
- 1998: Judie Tzuke: Secret Agent
- 1999: Robbie McIntosch: Emotional bends
- 2000: The Waterboys: A rock in the weary world
- 2000: Gordon Haskell: At the scheme of things
- 2000: Judie Tzuke: Six Days Before the Flood
- 2001: Chris Lonergan: concerten
- 2002: Thea Gilmore: Songs from the Gutter
- 2003: Thea Gilmore: Avalanche
- 2009: Ainsley Lister: Equilibrium
- 2011: Thea Gilmore: Don't Stop Singing